# Plumigorgia wellsi
Plumigorgia wellsi is een zachte koraalsoort uit de familie Ifalukellidae. De koraalsoort komt uit het geslacht Plumigorgia. Plumigorgia wellsi werd in 1955 voor het eerst wetenschappelijk beschreven door Bayer. 